# Kleindresbach
Kleindresbach ist ein Ortsteil von Steinenbrück in der Stadt Overath im Rheinisch-Bergischen Kreis in Nordrhein-Westfalen, Deutschland.

## Lage
Der Ortsteil Kleindresbach ist über die Landesstraße 136 zu erreichen, die hier Olper Straße heißt und die Steinenbrück mit Heiligenhaus verbindet. Ortschaften in der Nähe sind Großdresbach, Klefberg, Kleinschwamborn und Frielinghausen.

## Geschichte
Die Topographia Ducatus Montani des Erich Philipp Ploennies, Blatt Amt Steinbach, belegt, dass der Wohnplatz bereits 1715 eine Hofstelle besaß, die als Dreswig beschriftet ist. Carl Friedrich von Wiebeking benennt die Hofschaft auf seiner Charte des Herzogthums Berg 1789 als Klein Driesbach. Aus ihr geht hervor, dass der Ort zu dieser Zeit Teil der Honschaft Löderich im Kirchspiel Overath war.
Der Ort ist auf der Topographischen Aufnahme der Rheinlande von 1817 als Kl. Treisbach verzeichnet. Die Preußische Uraufnahme von 1845 zeigt den Wohnplatz unter dem Namen Kl. Dresbach. Ab der Preußischen Neuaufnahme von 1892 ist der Ort auf Messtischblättern regelmäßig als Kl. Dresbach oder Kleindresbach verzeichnet.
1822 lebten 14 Menschen im als Hof kategorisierten und als (Klein-)Treisbach bezeichneten Ort, der nach dem Zusammenbruch der napoleonischen Administration und deren Ablösung zur Bürgermeisterei Overath im Kreis Mülheim am Rhein gehörte. Für das Jahr 1830 werden für Groß- und Klein-Treisbach zusammen 56 Einwohner angegeben. Der 1845 laut der Uebersicht des Regierungs-Bezirks Cöln als Hof kategorisierte und als Klein-Dresbach bezeichnete Ort besaß zu dieser Zeit vier Wohngebäude mit 30 Einwohnern, alle katholischen Bekenntnisses. Die Gemeinde- und Gutbezirksstatistik der Rheinprovinz führt Kleindresbach 1871 mit fünf Wohnhäusern und 22 Einwohnern auf.
Die Liste Einwohner und Viehstand von 1848, nach der unter anderem Steuern berechnet wurden, verzeichnet in Klein Dresbach 24 Einwohner, darunter acht Kinder. Sie zählt Namen und Berufe der Haushaltsvorstände auf: die Ackerer Peter Kämmerich, Franz Merlevede und Ferdinand Wermelskirchen. Letzterer war auch noch als Wirth tätig und nannte das meiste Vieh sein eigen: 1 Pferd, 2 Kühe, 1 Rind, 1 Schwein. Ohne Vieh kamen der Bergmann Mathias Trompeter und der Tagelöhner Martin Zimmermann aus.
Die Gemeinde- und Gutbezirksstatistik der Rheinprovinz führt Kleindresbach 1871 mit fünf Wohnhäusern und 22 Einwohnern auf.
Im Gemeindelexikon für die Provinz Rheinland von 1888 werden für Klein Dresbach fünf Wohnhäuser mit 31 Einwohnern angegeben. 1895 besitzt der Ort fünf Wohnhäuser mit 22 Einwohnern 1905 werden fünf Wohnhäuser und 25 Einwohner angegeben.